# Saint-Christophe-en-Champagne
Saint-Christophe-en-Champagne là một xã ở tỉnh Sarthe trong vùng Pays-de-la-Loire, Tây Bắc nước Pháp.